# 北宗谷農業協同組合
北宗谷農業協同組合（きたそうやのうぎょうきょうどうくみあい、英称：JA Kitasouya ）は北海道豊富町に本所を置く農業協同組合である。略称はJA北宗谷。
宗谷総合振興局管内の、豊富町・稚内市・利尻町・利尻富士町・礼文町の離島を含む地域を営業区域とする。
生産品の大部分を生乳と乳牛・肉牛で占めている。

## 沿革
1994年（平成6年）に、豊富町農協と豊富酪農協（酪農専門農協）が合併し、新・豊富町農協が発足。　
2009年（平成21年）に、豊富町農協、沼川農協（稚内市）が合併し、北宗谷農協が発足。
2023年（令和5年）3月1日に、稚内農協（稚内市）を吸収合併。

## 事務所
カッコ内は所在地
- 本所（天塩郡豊富町豊富停車場通8）
- 沼川支所（稚内市大字声問村字沼川3757）